# Американски либерализъм
Либерализмът в САЩ е широко разпространено политическо и философско схващане и отношение към света като цяло, което защитава индивидуалната свобода и се противопоставя на рестрикциите на свободата, независимо от техния произход. Либерализмът в Америка като политическо течение произлиза от класическия либерализъм. Либерализмът в САЩ има различни форми, като се почне с класическия либерализъм, мине се през социалния либерализъм и се стигне до неолиберализма. И все пак под либерализъм в САЩ най-вече се подразбира модерният либерализъм, като форма на социалния либерализъм.
По принцип американският либерализъм е анти–социалистически, като под социализъм трябва да се разбира акцент на държавната собственост на основните средства за производство и дистрибуция; това е така, защото американските либерали се съмняват в тези идеи и смятат, че те не дават възможност за наличие на политическа опозиция, и че свободата може да съществува само там, където всички права в обществото са неотменни. Американските либерали не възприемат като реална възможността за управление от типа социалистическа система. Базирайки се на прагматична и емпиричната основа, американската либерална философия възприема идеята, че значителното благосъстояние и равенството на възможностите могат да бъдат постигнати чрез комплектност на бизнеса и липса на закостеняла и деспотична бюрокрация.